# Tristellateia stenoptera
Tristellateia stenoptera är en tvåhjärtbladig växtart som beskrevs av John Gilbert Baker. Tristellateia stenoptera ingår i släktet Tristellateia och familjen Malpighiaceae. Inga underarter finns listade i Catalogue of Life.